# 孫葵心
孫 葵心（そん きしん、Sun Kuixin、? - 1861年）は、清末の捻軍の乱の指導者の一人。
安徽省亳州孫集出身。かつて亳州で龔得樹に命を救われたことがあり、龔得樹が蜂起すると孫葵心も呼応して、龔得樹率いる白旗に属して活動した。1857年、盟主の張楽行が淮南に進軍するのに従い、懐遠を占領した。その後根拠地に帰り、黒旗の劉学淵・藍旗の劉天福とともに河南省・山東省・江蘇省の省境付近で活動した。1859年、舞陽で清軍を破り、南陽鎮総兵丘聯恩らを戦死させた。1860年、河南省から六安に入り、龔得樹と太平天国の陳玉成と会合を持った。12月に陳玉成に従って安慶の救援に向かったが、桐城の西南で清軍に阻まれ、廬江に退いた。1861年、淮北に戻ろうと合肥を通過したところ、団練の襲撃を受け、戦死した。